# La Brute, le Colt et le Karaté
Pour les articles homonymes, voir Blood Money.
Pour plus de détails, voir Fiche technique et Distribution.
La Brute, le Colt et le Karaté (titre original : Là dove non batte il sole ; aussi nommé Blood Money) est un western spaghetti italo-américano-hispano-hongkongais coécrit et réalisé par Antonio Margheriti (crédité comme Anthony M. Dawson), sorti en 1974.

## Synopsis
L'artiste martial Ho Chiang se rend en Amérique pour retrouver le trésor d'un seigneur de la guerre que son oncle Wang aurait dérobé. Condamné à mort, il sera gracié à condition de mettre la main dessus et le rendre au seigneur régional. Sinon, sa famille sera exécutée. Pendant ce temps, un voleur invétéré, Dakota, dévalise dans une petite ville californienne un coffre-fort appartenant à Wang, pour n'y trouver que des photos de femmes nues, tandis que l'explosion fait succomber à une crise cardiaque son propriétaire. Arrivé en Amérique et apprenant le décès de Wang, Ho Chiang réussit à être incarcéré, se servant du racisme des villageois, pour rencontrer Dakota. Les deux hommes décident de s'allier pour retrouver ensemble le trésor mais s’aperçoivent très vite qu'ils ne sont pas seuls sur le coup dont un prêtre sanguinaire et des criminels impitoyables. Leurs seuls indices sont des tatouages que portent les quatre femmes photographiées sur leurs fesses et qui révèlent chacun partiellement l'emplacement du magot...

## Fiche technique
- Titre original (italien) : Là dove non batte il sole
- Titre français : La Brute, le Colt et le Karaté
- Titre alternatif anglais : Blood Money
- Titre alternatif américain : The Stranger and the Gunfighter
- Titre alternatif chinois : 龍虎走天涯
- Titre alternatif espagnol : El kárate, el Colt y el impostor
- Réalisation : Antonio Margheriti (crédité comme Anthony M. Dawson)
- Scénario : Giovanni Simonelli et Antonio Margheriti
- Photographie : Alejandro Ulloa
- Montage : Giorgio Serrallonga
- Musique : Carlo Savina
- Producteur : Carlo Ponti
- Sociétés de production : Compagnia Cinematografica Champion, Harbor Productions, Shaw Brothers et Midega Films
- Société de distribution :
- Pays de production :  Italie,  États-Unis,  Hong Kong,  Espagne
- Format : couleur
- Genre : western spaghetti, film de kung-fu
- Durée : 105 minutes
- Dates de sortie : 
  - Espagne : 1974
  - Italie : 11 janvier 1975

## Distribution
- Lee Van Cleef (VF : Edmond Bernard) : Dakota
- Lo Lieh : Ho Chiang
- Patty Shepard : la maîtresse russe et sa sœur jumelle
- Femi Benussi : la maîtresse italienne
- Yeh Ling-Chih (créditée comme Karen Yeh) : la maîtresse chinoise
- Julián Ugarte : Yancey Hobbitt
- Erika Blanc : la maîtresse américaine
- Wang Hsieh : le seigneur de la guerre(non crédité)
- Tung-Kua Ai : oncle Wang (non crédité)
- Barta Barri : le shérif (non crédité)
- Chan Shen : l'officier commandant du seigneur (non crédité)
- Chen Ping : la sœur de Wang (non créditée)
- Ching Miao : Mr. Wang (non crédité)
- Gene Collins : le promoteur de combat (non crédité)
- Paul Costello : l'avocat de Wang (non crédité)
- Manuel de Blas : le propriétaire du bordel (non crédité)
- Anita Farra (non créditée)
- Lo Wei : le garde du seigneur (non crédité)
- Ricardo Palacios : Calico (non crédité)
- Goyo Peralta : Indio (non crédité)
- George Rigaud : Lord Barclay (non crédité)
- Wang Chiang : un garde(non crédité)
- Yuen Cheung-yan : un garde(non crédité)